# Europawahl in Italien 2004
- Sozialisten (PRC, PdCI): 7
- Sozialdemokraten (DS, SDI): 16
- Grüne (FdV): 2
- Liberaldemokraten (DL, MRE, LB, IdV): 12
- Europäische Volkspartei (FI, SVP): 24
- EU-Skeptiker (LN): 4
- Nationalkonservative (AN): 9
- fraktionslos (SUE, AS, FT): 4

Die Europawahl in Italien 2004 fand am 12. und 13. Juni 2004 statt. Sie war Teil der EU-weiten Europawahl 2004, wobei in Italien 78 (9 weniger als 1999) der 732 Sitze im Europäischen Parlament vergeben wurden.

## Wahlsystem

Die fünf Wahlkreise Italiens

Das Land war in fünf Wahlkreise aufgeteilt: Italia nord-occidentale (Nordwestitalien: Piemont, Aostatal, Ligurien, Lombardei), Italia nord-orientale (Nordostitalien: Venetien, Trentino-Südtirol, Friaul-Julisch Venetien, Emilia-Romagna), Italia centrale (Mittelitalien: Toskana, Umbrien, Marken, Latium), Italia meridionale (Süditalien: Abruzzen, Molise, Kampanien, Apulien, Basilikata, Kalabrien) und Italia insulare (Inseln: Sizilien, Sardinien). Die Verteilung der Sitze erfolgte zuerst landesweit, dann pro Parteiliste nach den Wahlkreisen. Innerhalb der Listen gingen die Mandate an die Kandidaten mit den meisten Stimmen.

## Ergebnis
| Listen                | Listen                                                           | Stimmen    | %    | +/-  | Mandate | +/- |
| --------------------- | ---------------------------------------------------------------- | ---------- | ---- | ---- | ------- | --- |
|                       | Uniti nell’Ulivo 1                                               | 10.105.836 | 31,1 | –1,5 | 24      | –3  |
|                       | Forza Italia (FI)                                                | 6.806.245  | 20,9 | –4,2 | 16      | –6  |
|                       | Alleanza Nazionale (AN)                                          | 3.736.606  | 11,5 | +1,2 | 9       | +1  |
|                       | Partito della Rifondazione Comunista (PRC)                       | 1.969.776  | 6,1  | +1,8 | 5       | +1  |
|                       | Unione dei Democratici Cristiani e Democratici di Centro (UDC) 2 | 1.914.726  | 5,9  | +1,1 | 5       | +1  |
|                       | Lega Nord (LN)                                                   | 1.613.506  | 5,0  | +0,5 | 4       | ±0  |
|                       | Federazione dei Verdi (FdV)                                      | 803.356    | 2,5  | +0,7 | 2       | ±0  |
|                       | Partito dei Comunisti Italiani (PdCI)                            | 787.613    | 2,4  | +0,4 | 2       | ±0  |
|                       | Lista Emma Bonino                                                | 731.536    | 2,2  | –6,2 | 2       | –5  |
|                       | Italia dei Valori (IdV)                                          | 695.179    | 2,1  | N/A  | 2       | N/A |
|                       | Socialisti Uniti per l'Europa                                    | 664.463    | 2,0  | +1,9 | 2       | +2  |
|                       | Alleanza Popolare – UDEUR                                        | 419.173    | 1,3  | –0,3 | 1       | ±0  |
|                       | Alternativa Sociale (AS)                                         | 400.626    | 1,2  | Neu  | 1       | Neu |
|                       | Partito Pensionati                                               | 374.343    | 1,2  | +0,4 | 1       | ±0  |
|                       | Fiamma Tricolore (MSFT)                                          | 237.058    | 0,7  | –0,9 | 1       | ±0  |
|                       | Partito Repubblicano Italiano – I Liberal 3                      | 233.144    | 0,7  | N/A  | –       | ±0  |
|                       | Patto Segni-Scognamiglio                                         | 172.556    | 0,5  | N/A  | –       | Neu |
|                       | LpA-AL – Liga Fronte Veneto – PSd’Az – UfS 4                     | 160.101    | 0,5  | N/A  | –       | ±0  |
|                       | Lista Consumatori                                                | 160.066    | 0,5  | N/A  | –       | ±0  |
|                       | Verdi Verdi – Abolizione Scorporo – Verdi Federalisti            | 158.988    | 0,5  | Neu  | –       | Neu |
|                       | Südtiroler Volkspartei (SVP)                                     | 146.357    | 0,5  | ±0,0 | 1       | ±0  |
|                       | Paese Nuovo – Democrazia Cristiana                               | 78.003     | 0,2  | Neu  | –       | Neu |
|                       | No Euro                                                          | 70.220     | 0,2  | Neu  | –       | Neu |
|                       | Movimento Idea Sociale (MIS)                                     | 47.171     | 0,1  | Neu  | –       | Neu |
|                       | Union Valdôtaine (UV)                                            | 29.598     | 0,1  | ±0,0 | –       | ±0  |
| Gesamt                | Gesamt                                                           | 32.516.246 | 100  |      | 78      | –9  |
|                       |                                                                  |            |      |      |         |     |
| Leere Stimmzettel     | Leere Stimmzettel                                                | 1.587.544  | 4,4  | –0,3 |         |     |
| Ungültige Stimmzettel | Ungültige Stimmzettel                                            | 1.613.712  | 4,5  | –0,3 |         |     |
| Wähler                | Wähler                                                           | 35.717.655 | 71,7 | +2,0 |         |     |
| Wahlberechtigte       | Wahlberechtigte                                                  | 49.804.087 |      |      |         |     |

Die Wahl wurde als Niederlage für Silvio Berlusconi angesehen. Zwei Jahre später verlor er auch die Parlamentswahlen Insgesamt errichten die Parteien, die 2006 mit dem Mitte-Rechts-Bündnis 2006 kandidierten 49,2 %, die des Mitte-Links-Bündnisses dagegen 50,5 %.

## Fraktionen im Europäischen Parlament

### Nach Parteien
| Liste/Partei                   | Liste/Partei                                             | Liste/Partei                                             | Liste/Partei                                             | Mandate | Fraktion |
| ------------------------------ | -------------------------------------------------------- | -------------------------------------------------------- | -------------------------------------------------------- | ------- | -------- |
|                                | Uniti nell’Ulivo                                         |                                                          | Democratici di Sinistra                                  | 12 / 78 | SPE      |
|                                | Uniti nell’Ulivo                                         | Democrazia è Libertà – La Margherita                     | 7 / 78                                                   | ALDE    |          |
|                                | Uniti nell’Ulivo                                         | Socialisti Democratici Italiani                          | 2 / 78                                                   | SPE     |          |
|                                | Uniti nell’Ulivo                                         | Movimento Repubblicani Europei                           | 1 / 78                                                   | ALDE    |          |
|                                | Uniti nell’Ulivo                                         | Unabhängige                                              | 2 / 78                                                   | SPE     |          |
|                                | Forza Italia                                             | Forza Italia                                             | Forza Italia                                             | 16 / 78 | EVP-ED   |
|                                | Alleanza Nazionale                                       | Alleanza Nazionale                                       | Alleanza Nazionale                                       | 9 / 78  | UEN      |
|                                | Partito della Rifondazione Comunista                     | Partito della Rifondazione Comunista                     | Partito della Rifondazione Comunista                     | 5 / 78  | GUE/NGL  |
|                                | Unione dei Democratici Cristiani e Democratici di Centro | Unione dei Democratici Cristiani e Democratici di Centro | Unione dei Democratici Cristiani e Democratici di Centro | 5 / 78  | EVP-ED   |
|                                | Lega Nord                                                | Lega Nord                                                | Lega Nord                                                | 4 / 78  | IND/DEM  |
|                                | Federazione dei Verdi                                    | Federazione dei Verdi                                    | Federazione dei Verdi                                    | 2 / 78  | G/EFA    |
|                                | Partito dei Comunisti Italiani                           | Partito dei Comunisti Italiani                           | Partito dei Comunisti Italiani                           | 2 / 78  | GUE/NGL  |
|                                | Lista Emma Bonino                                        | Lista Emma Bonino                                        | Lista Emma Bonino                                        | 2 / 78  | ALDE     |
|                                | Italia dei Valori                                        | Italia dei Valori                                        | Italia dei Valori                                        | 2 / 78  | ALDE     |
|                                | Socialisti Uniti per l'Europa/Nuovo PSI                  | Socialisti Uniti per l'Europa/Nuovo PSI                  | Socialisti Uniti per l'Europa/Nuovo PSI                  | 2 / 78  | NI       |
|                                | Alleanza Popolare – UDEUR                                | Alleanza Popolare – UDEUR                                | Alleanza Popolare – UDEUR                                | 1 / 78  | EVP-ED   |
|                                | Alternativa Sociale                                      | Alternativa Sociale                                      | Alternativa Sociale                                      | 1 / 78  | NI       |
|                                | Partito Pensionati                                       | Partito Pensionati                                       | Partito Pensionati                                       | 1 / 78  | EVP-ED   |
|                                | Fiamma Tricolore                                         | Fiamma Tricolore                                         | Fiamma Tricolore                                         | 1 / 78  | NI       |
|                                | Südtiroler Volkspartei                                   | Südtiroler Volkspartei                                   | Südtiroler Volkspartei                                   | 1 / 78  | EVP-ED   |
|                                |                                                          |                                                          |                                                          |         |          |
| Quelle: Europäisches Parlament |                                                          |                                                          |                                                          |         |          |

### Nach Fraktionen
| Fraktion | Fraktion                                                     | Mandate |
| -------- | ------------------------------------------------------------ | ------- |
|          | Fraktion der Europäischen Volkspartei                        | 24 / 78 |
|          | Fraktion der Sozialdemokratischen Partei Europas             | 16 / 78 |
|          | Fraktion der Allianz der Liberalen und Demokraten für Europa | 12 / 78 |
|          | Union für das Europa der Nationen                            | 9 / 78  |
|          | Die Linke im Europäischen Parlament – GUE/NGL                | 7 / 78  |
|          | Fraktion Unabhängigkeit/Demokratie                           | 4 / 78  |
|          | Die Grünen/Europäische Freie Allianz                         | 2 / 78  |
|          | Fraktionslose                                                | 4 / 78  |